# Isokyrö

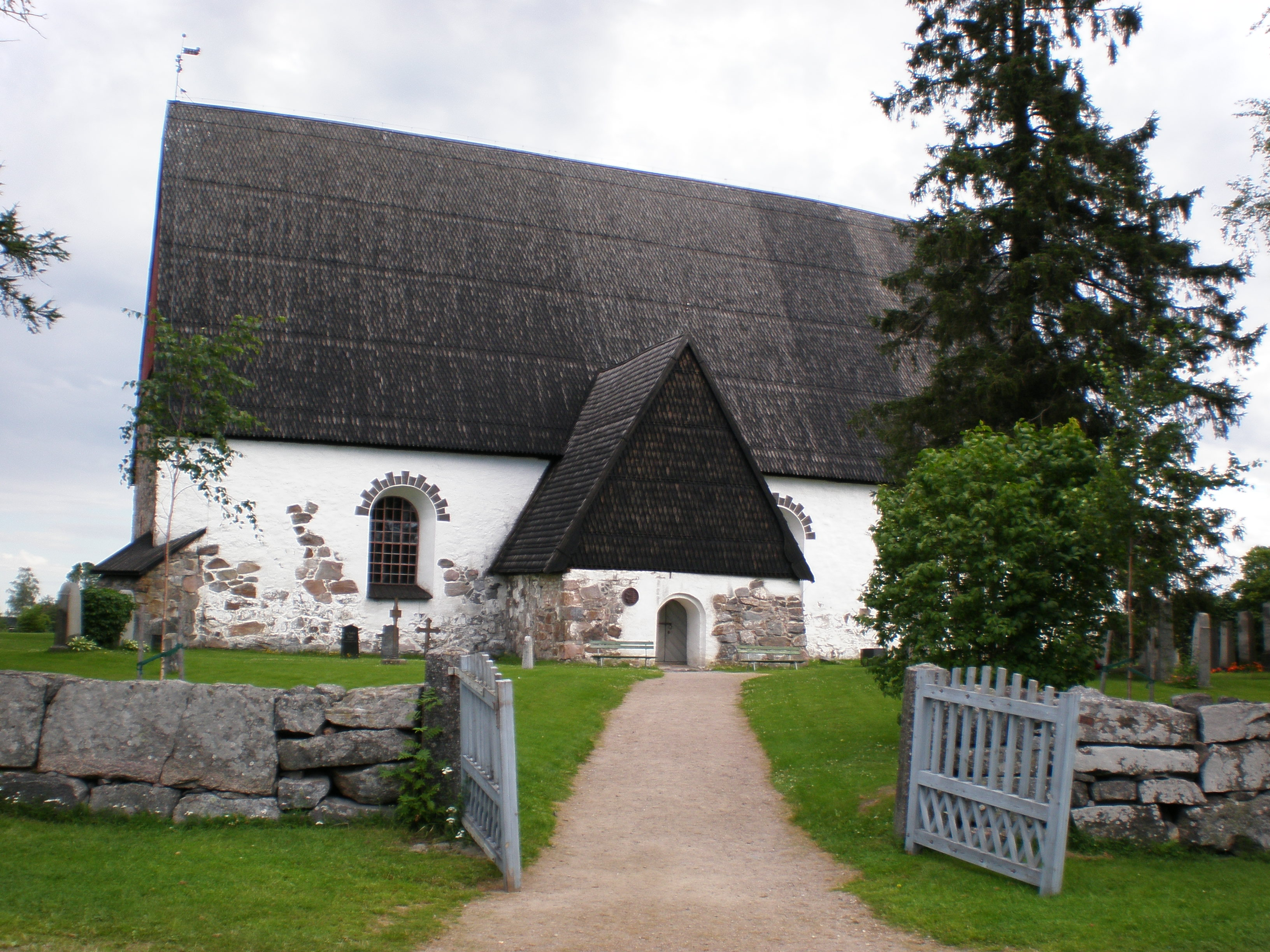
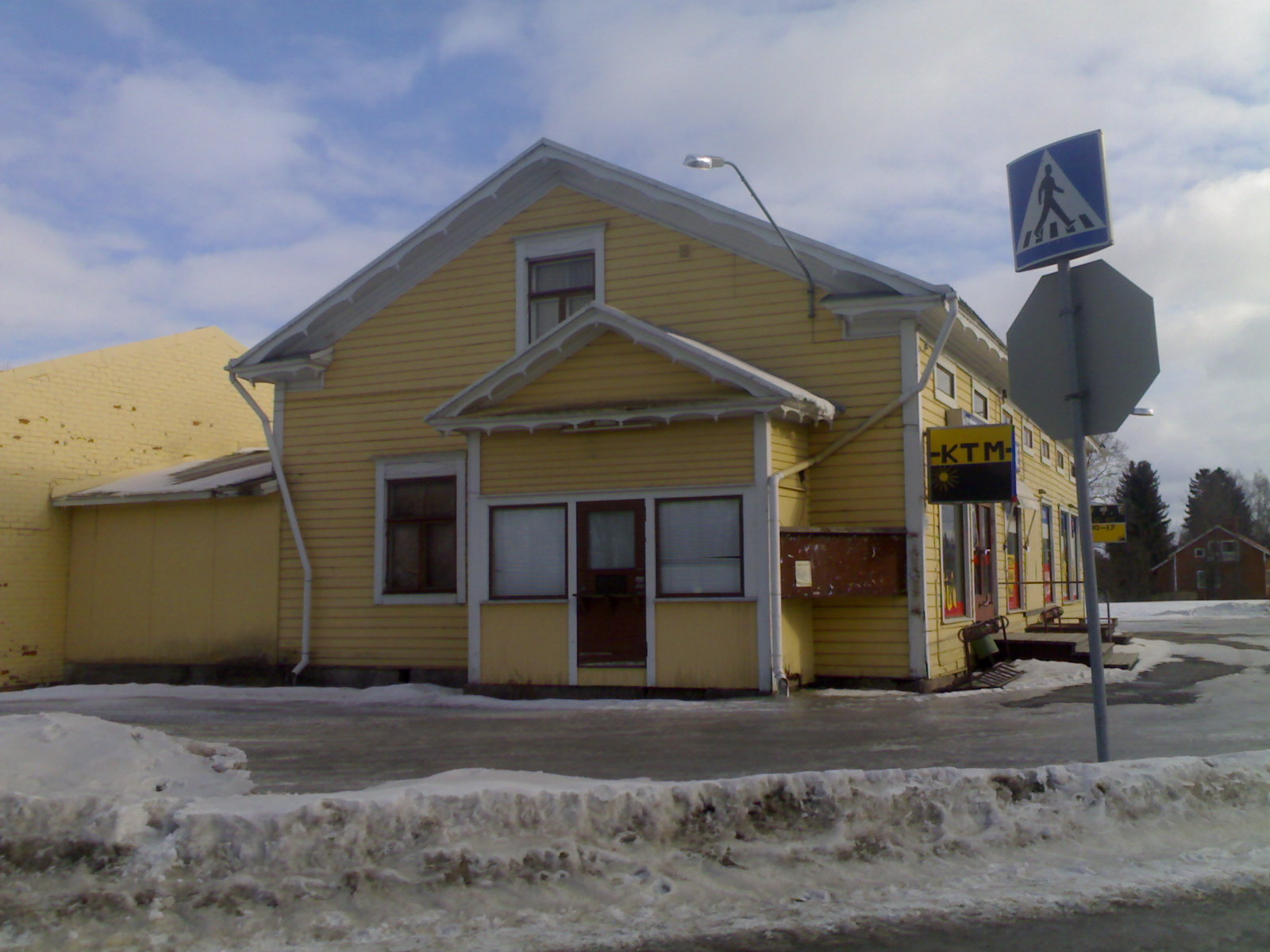
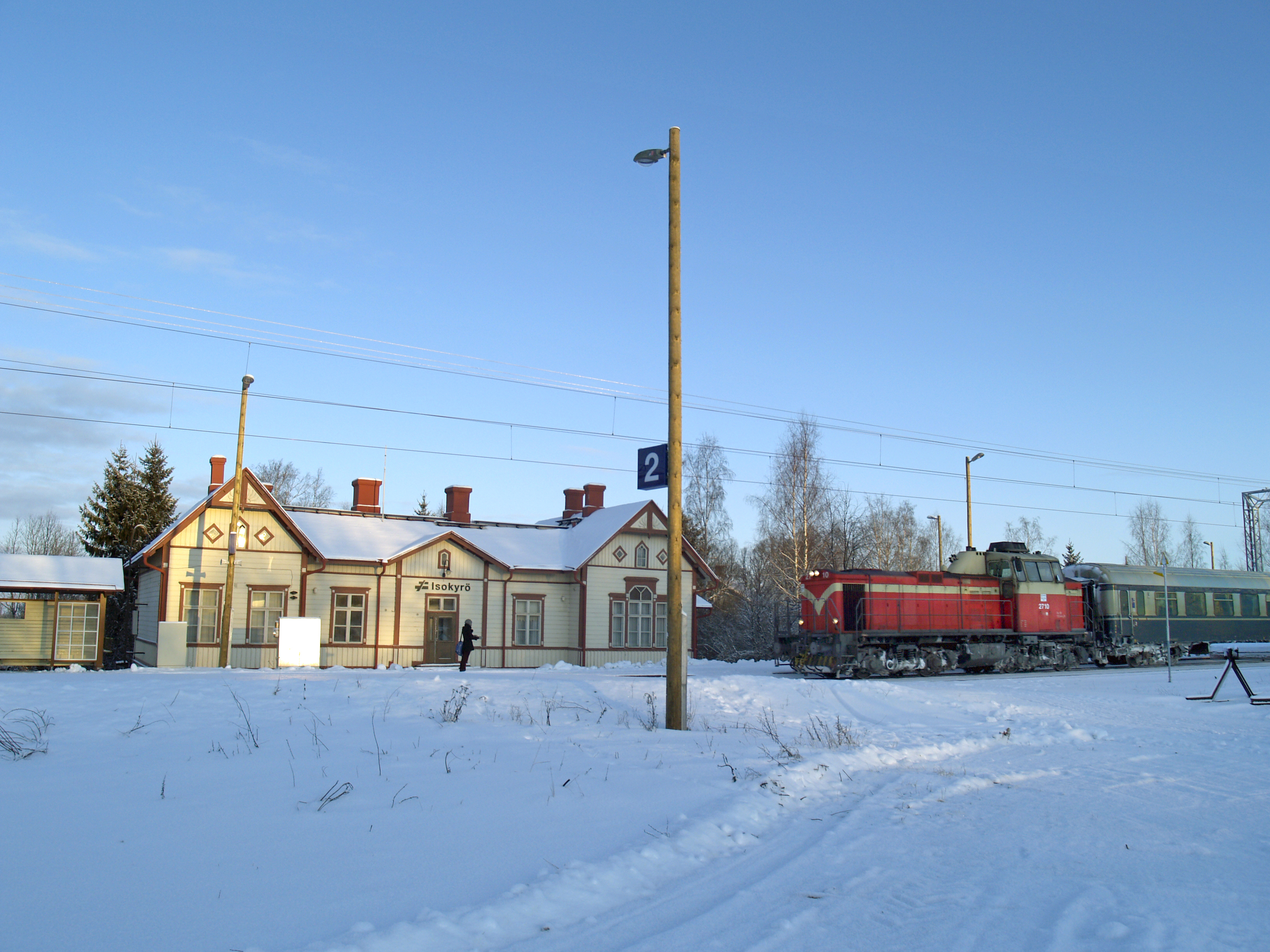

Isokyrö (Zweeds: Storkyro) is een gemeente in de Finse provincie West-Finland en in de Finse regio Zuid-Österbotten. De gemeente heeft een landoppervlakte van 354,13 km² en telt 4.406 inwoners (2022).
Ähtäri · Alajärvi · Alavus · Evijärvi · Ilmajoki · Isojoki · Isokyrö · Karijoki · Kauhajoki · Kauhava · Kuortane · Kurikka · Lappajärvi · Lapua · Seinäjoki · Soini · Teuva · Vimpeli
Voormalige gemeenten:
Alahärmä · Jalasjärvi · Jurva · Kortesjärvi · Lehtimäki · Nurmo · Peräseinäjoki · Töysä · Ylihärmä · Ylistaro